# 카사페
카사페(이탈리아어: Casape)는 이탈리아 라치오주 로마현에 위치한 코무네다. 로마로부터 동쪽 30km 거리에 있다.